# 貝爾蒙特 (新罕布什爾州)
貝爾蒙特（英語：Belmont）是一個位於美國新罕布什爾州貝爾納普縣的鎮。

## 人口
根據2020年美國人口普查的數據，貝爾蒙特的面積為82.60平方千米，當中陸地面積為77.60平方千米，而水域面積為5.00平方千米。當地共有人口7314人，而人口密度為每平方千米89人。